# Comblain-la-Tour
Pour les articles homonymes, voir Comblain.
Comblain-la-Tour est un village de la commune belge de Hamoir, située en Région wallonne dans la province de Liège.
Comblain-la-Tour était le siège administratif de la commune de Comblain-Fairon avant les fusions de communes de 1977.

## Étymologie

### Comblain
Autrefois orthographié Comblen, cette localité, tout comme sa voisine Comblain-au-Pont, doit son nom au latin confluentes qui signifie confluent. Le confluent est celui du ruisseau de Boé et de l'Ourthe. La ville allemande de Coblence présente la même étymologie.

### La Tour

#### Ancienne tour
L'ancienne tour reprise dans le nom du village provient d'une tour fortifiée située sur la rive gauche du Boé. Cette tour qui comprenait à l'origine quatre étages et était surmontée d'un clocheton aurait pu être érigée vers l'an 1000. L'inventaire du patrimoine culturel immobilier de Wallonie suggère plutôt une date de construction au XIIie siècle ou au XIVe siècle. Le plus ancien écrit en fait mention en 1440.  Elle était initialement entourée de douves alimentées par les eaux détournées du Boé. Au cours des siècles, cette ancienne tour avait perdu un étage et son clocheton et les murs avaient été amincis pour rendre l'édifice plus habitable. Par ce fait, la tour s'est effondrée le 10 juin 1889 à six heures du matin, ne faisant aucune victime. Les pierres des pans de murs encore debout furent utilisées par les ouvriers qui construisaient la ligne du vicinal vers Manhay en 1908/1909. L'ancienne tour ne fut jamais reconstruite. On peut voir les ruines de l'ancienne tour sur plusieurs cartes postales éditées entre 1889 et 1909 (voir les cartes postales des ruines de l'ancienne tour de Comblain-la-Tour).

#### Tour actuelle

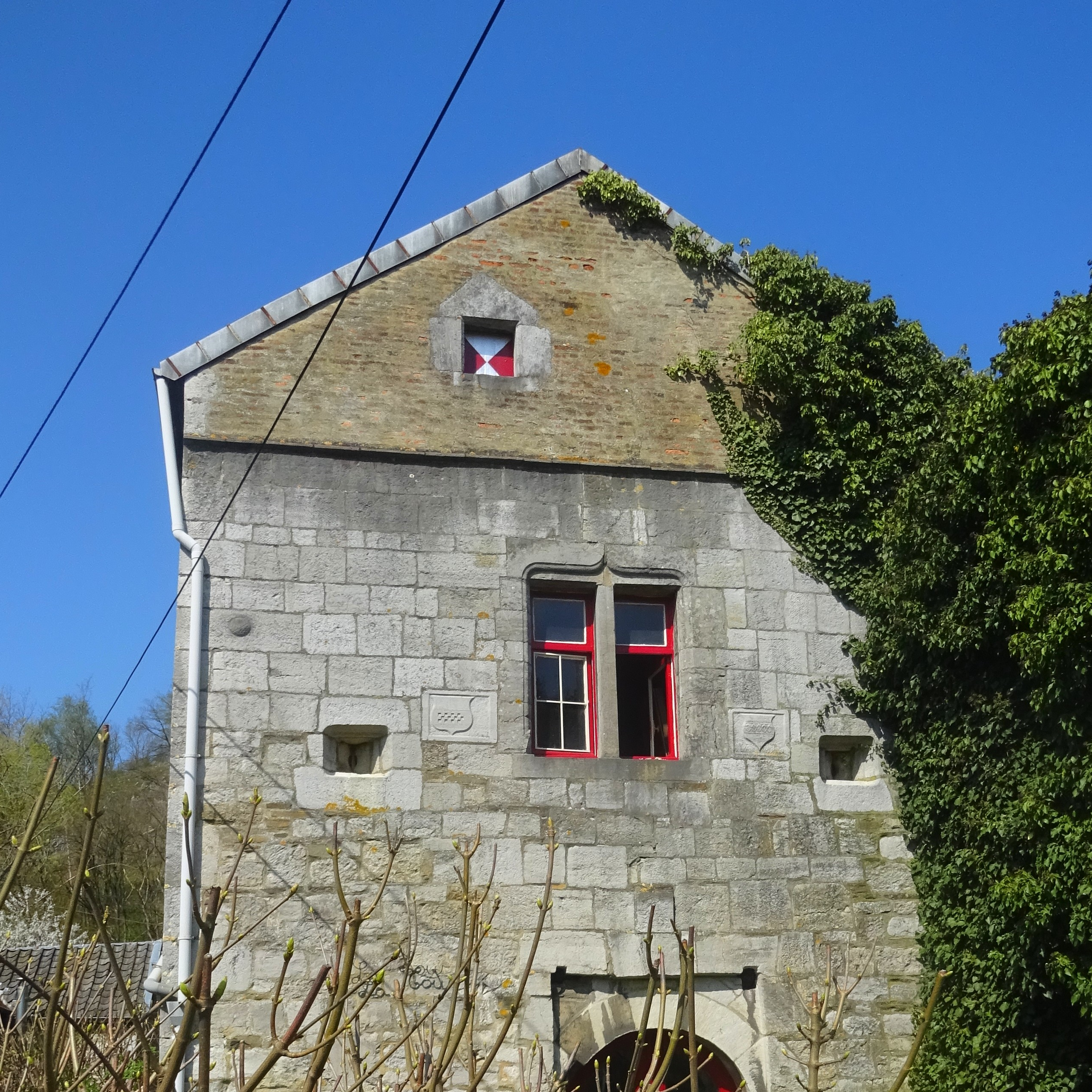
La tour de Comblain-la-Tour. L'ancienne tour se trouvait à gauche

La maison fortifiée appelée par extension la Tour que l'on peut voir aujourd'hui fut érigée ou reconstruite en 1537  contre l'ancienne tour, du côté est par Robert de la Marck d'Arenberg (1490-1564) et son épouse Catherine Lardinois ou de Lardenois de Ville. Les armoiries des deux époux qui habitèrent l'édifice et des meurtrières sont visibles au premier étage de part et d'autre d'une baie à meneau sous un linteau en accolade. Robert de la Marck d'Arenberg était le fils bâtard d'Everard IV de la Marck d'Arenberg. Les bâtiments de l'ancienne tour et de la tour actuelle deviennent propriété de l'abbaye de Stavelot avant d'être vendus en 1800 à la famille Thys qui y réside pendant plusieurs décennies. La tour actuelle ne comporte plus qu'un étage. Le pignon, autrefois en escalier, a été abaissé. La tour se situe entre la rue de la Tour et le parc Biron, à l'arrière de l'actuel grill Kasprowy.

## Situation
Comblain-la-Tour se situe au confluent de l'Ourthe et du ruisseau du Boé.
Le village, bâti principalement sur la rive droite de l'Ourthe, s'élève progressivement vers l'est. Liège se trouve à une trentaine de kilomètres au nord en descendant la vallée de l'Ourthe.

## Description
Comblain-la-Tour se situe aux confins du Condroz, de la Famenne et de la Calestienne.
Sur la rive droite de l'Ourthe, en amont du village, se dresse le rocher de la Vierge avec la statue de la Vierge sur la partie supérieure du rocher. Ce rocher fait partie de la zone calcaire de la Calestienne. Toujours sur la rive droite de l'Ourthe mais en aval de la localité, les falaises de Lawé, issues des anciennes carrières de grès, se situent, elles, en Famenne. Entre ces deux rochers, le village proprement dit se situe en Famenne schisteuse.
Comblain-la-Tour compte deux hameaux, Comblinay construit en pierre calcaire et adossé au versant sud du ruisseau du Boé, à proximité de Xhoris et Lawé, situé sur les hauteurs nord et ne comptant que quelques habitations.

## Histoire
Le chemin de fer (actuellement la ligne 43) fit son apparition en 1865/1866 traversant ainsi la partie basse du village. 
Le pont sur l'Ourthe fut réalisé en 1874. Auparavant, les betchètes, barques à fond plat de la vallée de l'Ourthe, étaient le seul moyen pour traverser la rivière.
Le chemin de fer vicinal Comblain-la-Tour - Manhay (ligne 620) créé en 1909 partait de la gare SNCB pour rejoindre Comblinay et Xhoris jusqu'au début des années soixante.
Une figure du village fut Joseph Huberty (1886-1957), animateur incomparable mais aussi auteur wallon, chansonnier, revuiste et poète.

## Patrimoine bâti
La tour de Comblain-la-Tour : voir ci-dessus : Étymologie - Tour actuelle.
L'église Saint-Clément a été construite au XVIIIe siècle, peut-être en 1743 comme l'atteste un cartouche à l'entrée.
Le château Biron a été édifié au début du XIXe siècle au sein du parc éponyme.
En rive gauche, au no 79 de la rue de Fairon, la Maison rouge doit son nom au fait qu'elle ait été bâtie en brique alors que les autres demeures étaient construites en pierre. Elle a été érigée vraisemblablement au XVIIe siècle.
Plusieurs anciennes habitations en pierre calcaire se trouvent dans la partie basse du village (rive droite), principalement le long de la rue du Vicinal, de la rue des Écoles, de la rue de la Tour et sur la place du Wez. Au no 18 de la rue du Parc, se trouve un arvô, passage voûté du début du XVIIIe siècle.

## Le festival de Jazz
Durant huit années, entre 1959 et 1966, à l'initiative de Joe Napoli, un G.I. qui y vécut l'Offensive von Rundstedt, le village s’est transformé en un des plus hauts lieux du jazz du monde entier. Des artistes de jazz qui s'y sont produits, sont, entre autres: John Coltrane, Ray Charles, Jimmy Smith, Nina Simone, Stéphane Grapelli, Cannonball Adderley, Chet Baker, Woody Herman, et beaucoup d'autres. Le festival a été relancé de 2009 à 2016.

## Commerces et communications
Comblain-la-Tour compte plusieurs commerces (boulangerie, pharmacie, garage...) ainsi qu'un hôtel, un camping, des restaurants et un manège.
Sur la rive gauche, le RAVeL W7 ou RAVeL Ourthe venant de Liège traverse le village jusqu'à Hamoir. Entre Comblain-la-Tour et Fairon, le RAVeL bétonné n'a pas été aménagé sur une distance d'environ 400 m car il traverse une zone Natura 2000. Sur cette distance, l'étroit sentier initial permet quand même le passage pour les piétons, vététistes et cavaliers. 
Le village est traversé par la ligne de chemin de fer SNCB Liège-Jemelle (arrêt : Comblain-la-Tour) et est aussi desservi par les bus TEC de la ligne Hamoir-Aywaille.

## Galerie

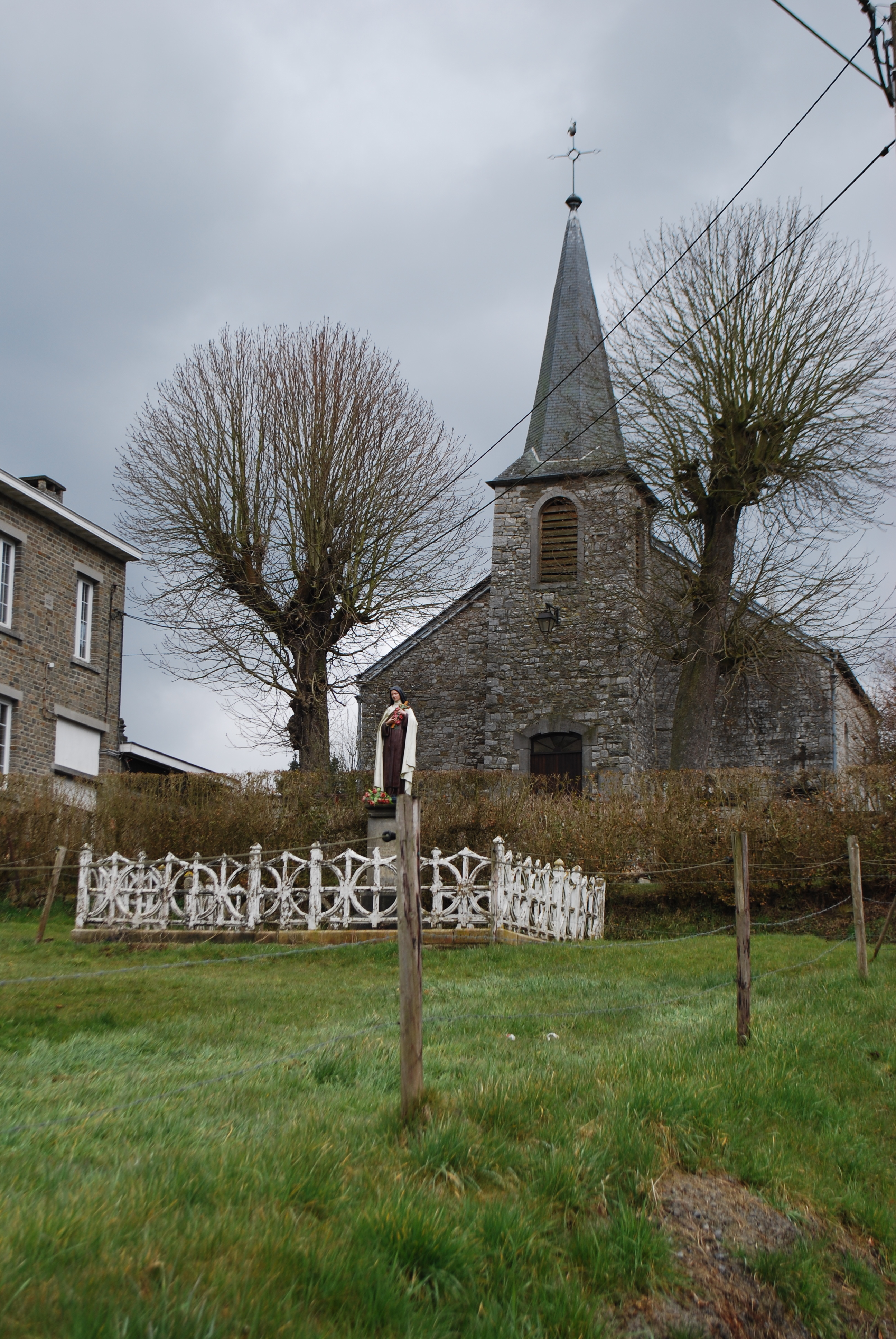
L'église Saint-Clément de Comblain-la-Tour
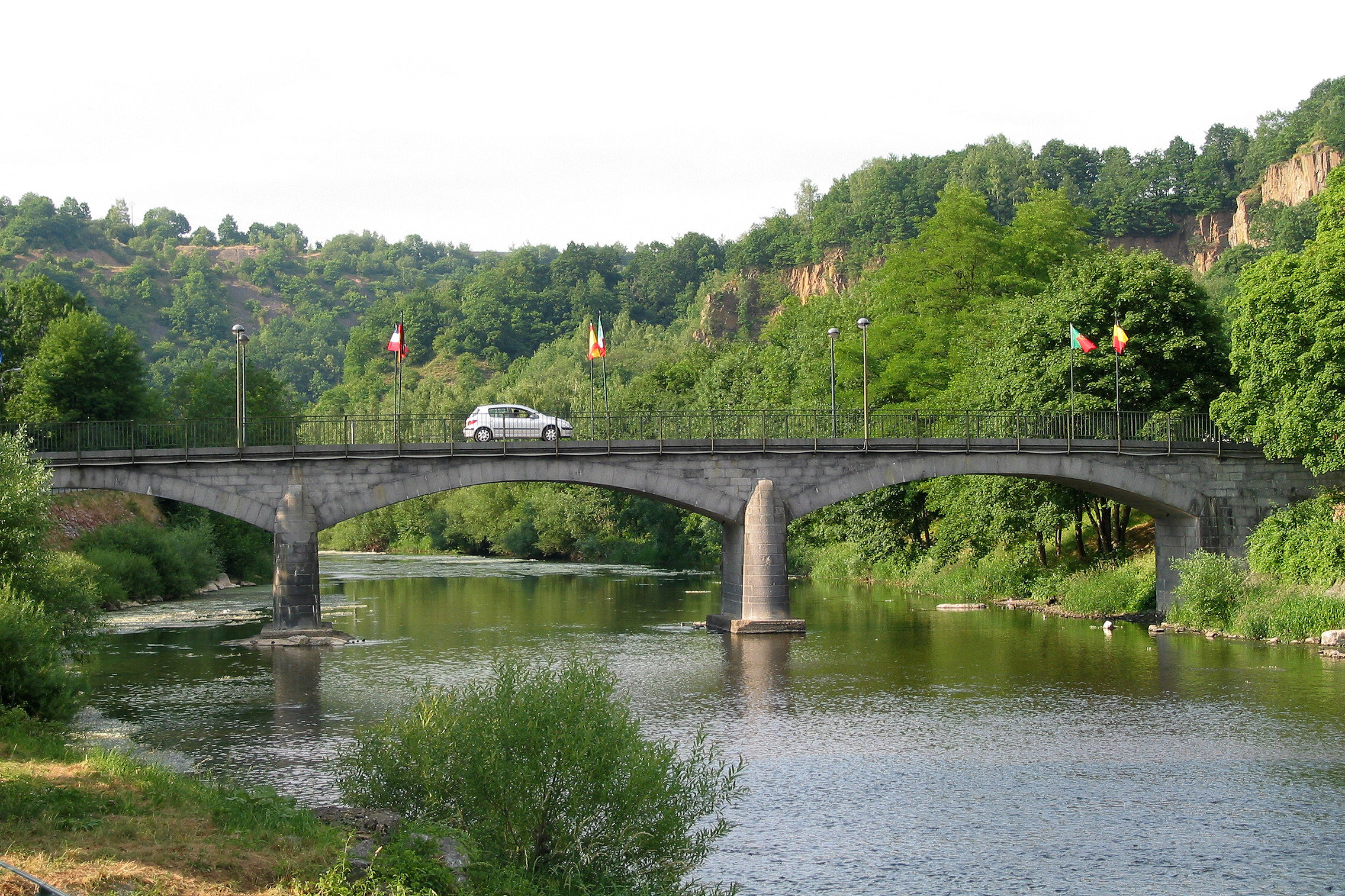
Le pont sur l’Ourthe et les rochers de Lawé à droite
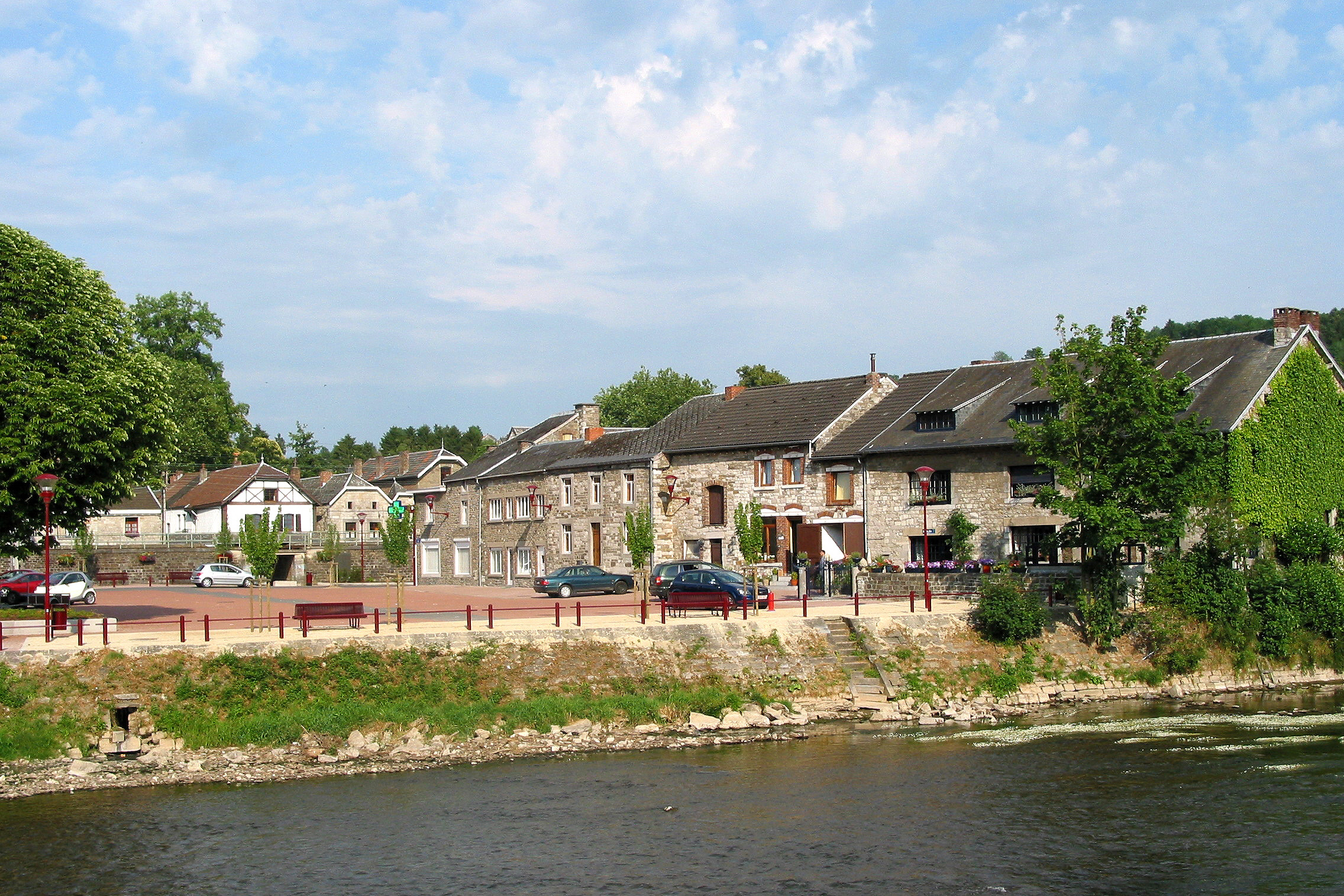
Place du Wez en rive droite de l'Ourthe
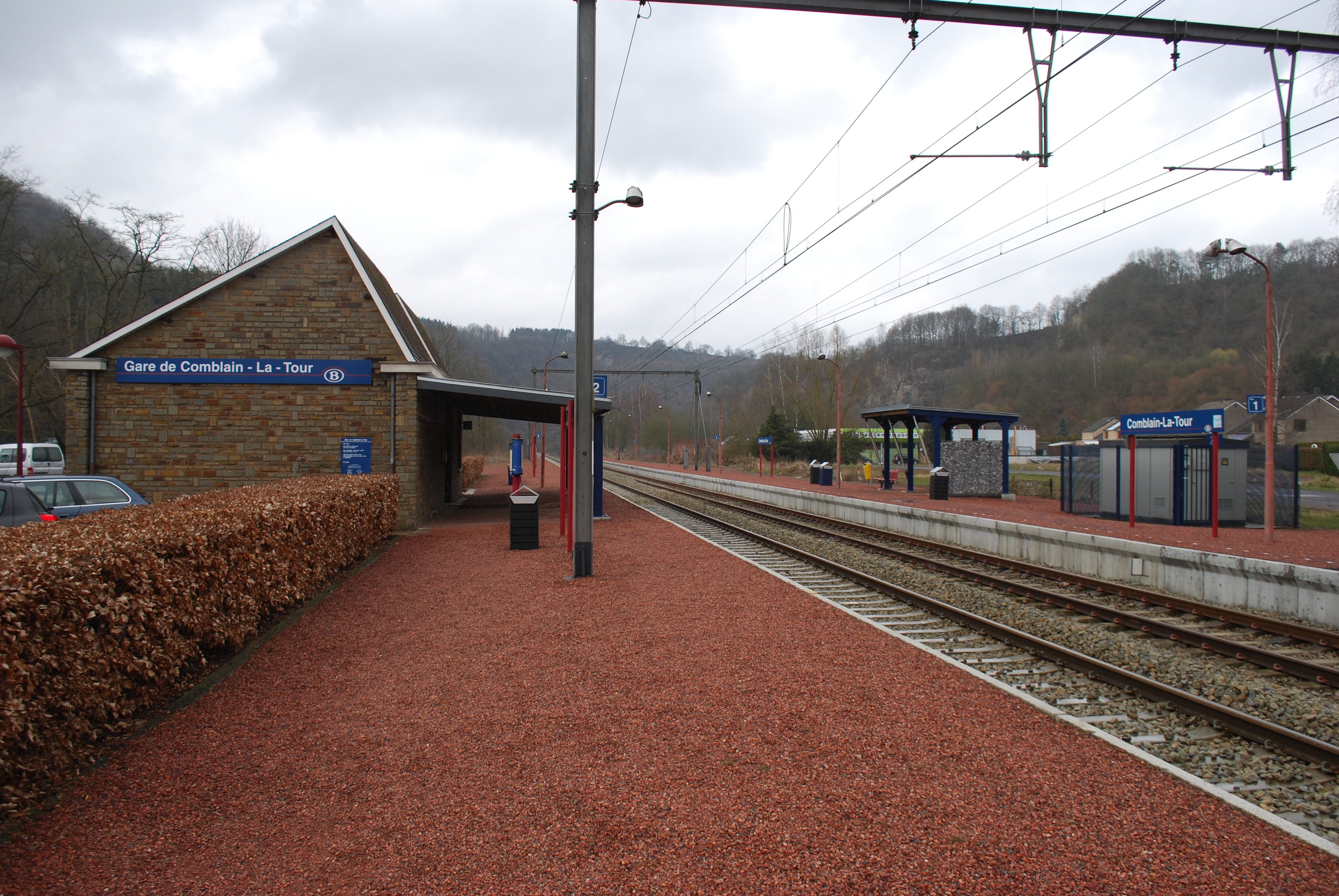
Gare de Comblain-la-Tour